# Triatlon op de Pan-Amerikaanse Spelen 2011
Triatlon is een van de sporten die beoefend werden tijdens de Pan-Amerikaanse Spelen 2011 in Guadalajara, Mexico op zondag 23 oktober. Voor zowel de mannen als de vrouwen stond de olympische afstand op het programma: 1500 meter zwemmen, 40 kilometer fietsen en 10 kilometer hardlopen. Het was de vijfde opeenvolgende keer dat triatlon op het programma stond bij de Pan-Amerikaanse Spelen. De winnaars plaatsten zich rechtstreeks voor de Olympische Spelen (2012) in Londen.

## Uitslagen

### Mannen
- Wedstrijd gehouden op zondag 23 oktober 2011 met de start om 08:00 uur in Puerto Vallarta.

| Rang | Naam                   | Land | Zwemtijd | Fietstijd | Looptijd | Totaaltijd |
| ---- | ---------------------- | ---- | -------- | --------- | -------- | ---------- |
|      | Reinaldo Colucci       | BRA  | 00:18:13 | 00:57:25  | 00:31:43 | 01:48:02   |
|      | Manuel Huerta          | PUR  | 00:18:24 | 00:57:12  | 00:31:50 | 01:48:09   |
|      | Brent McMahon          | CAN  | 00:18:14 | 00:57:20  | 00:32:10 | 01:48:22   |
| 4    | Kyle Jones             | CAN  | 00:18:21 | 00:57:15  | 00:32:28 | 01:48:45   |
| 5    | Diogo Sclebin          | BRA  | 00:18:23 | 00:57:15  | 00:33:26 | 01:49:49   |
| 6    | Tyler Butterfield      | BER  | 00:19:29 | 00:56:44  | 00:33:02 | 01:50:03   |
| 7    | Jason Wilson           | BAR  | 00:18:24 | 00:57:17  | 00:33:44 | 01:50:09   |
| 8    | Felipe Van de Wyngard  | CHI  | 00:18:28 | 00:57:13  | 00:33:53 | 01:50:14   |
| 9    | Michel González        | CUB  | 00:18:11 | 00:57:25  | 00:34:30 | 01:50:47   |
| 10   | Matt Chrabot           | USA  | 00:18:19 | 00:57:19  | 00:34:34 | 01:50:58   |
| 11   | Leonardo Chacón        | CRC  | 00:18:26 | 00:57:12  | 00:34:39 | 01:50:59   |
| 12   | Carlos Quinchara       | COL  | 00:18:25 | 00:57:15  | 00:35:00 | 01:51:25   |
| 13   | Crisanto Grajales      | MEX  | 00:18:29 | 00:57:08  | 00:35:33 | 01:51:52   |
| 14   | Bruno Matheus          | BRA  | 00:18:18 | 00:58:47  | 00:34:25 | 01:52:08   |
| 15   | Luciano Taccone        | ARG  | 00:19:29 | 00:56:45  | 00:35:17 | 01:52:12   |
| 16   | Arturo Garza           | MEX  | 00:19:27 | 00:56:45  | 00:35:33 | 01:52:31   |
| 17   | Yolexis Rodriguez      | CUB  | 00:19:25 | 00:56:47  | 00:36:06 | 01:53:03   |
| 18   | Francisco Serrano      | MEX  | 00:19:27 | 00:56:42  | 00:36:12 | 01:53:04   |
| 19   | Edgardo Omar Velez     | PUR  | 00:18:26 | 00:57:15  | 00:37:21 | 01:53:44   |
| 20   | Gerardo Vergara        | GUA  | 00:18:14 | 00:57:23  | 00:37:40 | 01:54:01   |
| 21   | Gonzalo Tellechea      | ARG  | 00:19:32 | 00:56:40  | 00:37:44 | 01:54:37   |
| 22   | Leandro Lobo           | VEN  | 00:18:14 | 00:57:21  | 00:38:43 | 01:55:06   |
| 23   | Oscar David Preciado   | COL  | 00:18:38 | 00:57:34  | 00:39:38 | 01:56:40   |
| 24   | Felipe Barraza         | CHI  | 00:19:33 | 00:56:40  | 00:40:39 | 01:57:37   |
| 25   | Luciano Farias         | ARG  | 00:18:11 | 00:57:27  | 00:41:20 | 01:57:42   |
| 26   | Martin Oliver Rostan   | URU  | 00:19:25 | 00:58:54  | 00:39:08 | 01:58:15   |
| 27   | Carlos Fischer         | VEN  | 00:19:26 | 01:03:51  | 00:39:32 | 02:03:40   |
| 28   | Fabian Flores          | GUA  | 00:19:00 | 01:04:17  | 00:39:51 | 02:03:58   |
| 29   | Roger Rodríguez        | CRC  | 00:19:31 | 01:05:18  | 00:38:49 | 02:04:28   |
| 30   | Carlos Alfredo Pérez   | VEN  | 00:18:41 | 01:04:38  | 00:41:44 | 02:05:54   |
| 31   | Paolo Loja             | ECU  | 00:20:29 | 01:04:23  | 00:43:31 | 02:09:04   |
| 32   | Gaspar Riveros         | CHI  | 00:19:35 | 01:05:13  | 00:45:45 | 02:11:16   |
| 33   | Morgan Locke           | ISV  | 00:18:28 | 01:04:49  | 00:48:49 | 02:12:53   |
| DNF  | Juan José Andrade      | ECU  | 00:19:01 | 00:00:00  | 00:00:00 | —          |
| DNF  | José Raul Espinoza     | BOL  | 00:00:15 | 00:00:00  | 00:00:00 | —          |
| DNF  | Billy Gordon           | PAN  | 00:19:32 | 00:00:00  | 00:00:00 | —          |
| DNF  | Carlos Hernández       | ESA  | 00:23:34 | 00:00:00  | 00:00:00 | —          |
| DNF  | Francisco Javier Lopez | NCA  | 00:00:15 | 00:00:00  | 00:00:00 | —          |
| DNF  | Dereck Mori            | PER  | 00:19:32 | 00:00:00  | 00:00:00 | —          |
| DSQ  | Mark Fretta            | USA  | 00:18:23 | 00:57:13  | 00:39:47 | —          |

### Vrouwen
- Wedstrijd gehouden op zondag 23 oktober 2011 met de start om 08:15 uur.

| Rang | Naam                      | Land | Zwemtijd | Fietstijd | Looptijd | Totaaltijd |
| ---- | ------------------------- | ---- | -------- | --------- | -------- | ---------- |
|      | Sarah Haskins             | USA  | 00:18:54 | 01:01:01  | 00:36:53 | 01:57:37   |
|      | Bárbara Riveros           | CHI  | 00:20:44 | 01:03:06  | 00:35:49 | 02:00:23   |
|      | Pamella Oliveira          | BRA  | 00:18:55 | 01:01:01  | 00:39:52 | 02:00:32   |
| 4    | Gwen Jorgensen            | USA  | 00:20:08 | 01:03:42  | 00:36:16 | 02:00:54   |
| 5    | Kathy Tremblay            | CAN  | 00:20:45 | 01:03:06  | 00:36:38 | 02:01:13   |
| 6    | Claudia Rivas             | MEX  | 00:19:43 | 01:04:12  | 00:37:38 | 02:02:18   |
| 7    | Elizabeth Bravo           | ECU  | 00:20:45 | 01:03:08  | 00:38:54 | 02:03:34   |
| 8    | Flora Duffy               | BER  | 00:20:08 | 01:03:42  | 00:39:02 | 02:03:38   |
| 9    | Michelle Flipo            | MEX  | 00:20:47 | 01:03:06  | 00:39:12 | 02:03:51   |
| 10   | Carolina Grimaldo         | COL  | 00:20:52 | 01:03:04  | 00:39:44 | 02:04:29   |
| 11   | Romina Palacio Balena     | ARG  | 00:20:52 | 01:03:05  | 00:39:58 | 02:04:40   |
| 12   | Flavia Fernandes          | BRA  | 00:20:06 | 01:03:46  | 00:40:53 | 02:05:27   |
| 13   | Sara McLarty              | USA  | 00:18:52 | 01:01:02  | 00:45:03 | 02:05:49   |
| 14   | Alia Cardinale Villalobos | CRC  | 00:20:48 | 01:03:04  | 00:42:19 | 02:06:57   |
| 15   | Favia Diaz                | CHI  | 00:20:55 | 01:03:01  | 00:42:49 | 02:07:33   |
| 16   | Melissa Rios              | PUR  | 00:20:45 | 01:03:11  | 00:42:47 | 02:07:33   |
| 17   | Militza Rios              | PUR  | 00:20:10 | 01:03:46  | 00:45:46 | 02:10:30   |
| DNF  | Romina Biagioli           | ARG  | 00:20:44 | 00:00:00  | 00:00:00 | —          |
| DNF  | Maydelin Justo            | CUB  | 00:20:48 | 00:00:00  | 00:00:00 | —          |
| DNF  | Tania Sapoznik            | PAR  | 00:20:50 | 00:00:00  | 00:00:00 | —          |
| DNF  | Maira Alejandra Vargas    | COL  | 00:21:41 | 00:00:00  | 00:00:00 | —          |
| DNF  | Diana Vizcarra Montes     | ECU  | 00:21:50 | 00:00:00  | 00:00:00 | —          |
| DNF  | Ana Paula Aguirre         | ARG  | 00:28:15 | 00:00:00  | 00:00:00 | —          |
| DNF  | Rosemary Lopez            | VEN  | 00:20:44 | 00:00:00  | 00:00:00 | —          |
| DSQ  | Valentina Carvallo        | CHI  | 00:23:19 | 00:00:00  | 00:00:00 | —          |
| DSQ  | Anahi Leon                | MEX  | 00:20:11 | 01:03:38  | 00:39:54 | —          |
| DSQ  | Virginia Lopez            | URU  | 00:23:20 | 00:00:00  | 00:00:00 | —          |
| DSQ  | Barbara Schoenfeld        | GUA  | 00:23:23 | 00:00:00  | 00:00:00 | —          |
| DSQ  | Daniela Schoenfeld        | GUA  | 00:23:23 | 00:00:00  | 00:00:00 | —          |